# Domgymnasium Magdeburg
Das Ökumenische Domgymnasium Magdeburg ist ein christliches Gymnasium in freier Trägerschaft in Magdeburg. Besonders ist die Belegungspflicht von Religion, dreier Fremdsprachen sowie von Digitalkunde in den Klassen 7 und 8.

## Geschichte
Es gibt zahlreiche bedeutende Absolventen dieser Schule. Martin Luther war Schüler der Domschule Magdeburg, einer Vorgängereinrichtung des Domgymnasiums.

### Mittelalter
Die Geschichte des Domgymnasium reicht bis ins frühe Mittelalter zurück. Otto I. gründete im Jahr 937, ein Jahr nach seiner Krönung, in Magdeburg das Moritzkloster zu Ehren des heiligen Mauritius, dem auch eine Klosterschule angegliedert war. Im Jahr 968 wurde die Klosterschule umgewandelt in eine Domschule.

### Neuzeit
Um das Jahr 1530 herum wurde der Unterrichtsbetrieb der Magdeburger Domschule eingestellt, da die katholisch geprägte Domschule unter der Reformation der Konkurrenz neugegründeter Schulen unterlag. Es erfolgte eine Neugründung im Jahr 1676 anlässlich der Jahrhundertfeier des ersten evangelischen Gottesdienstes am Magdeburger Dom vorerst als Elementarschule mit einer Klasse, die in den folgenden Jahren stetig wuchs und erweitert wurde, bis sie 1680 bereits vier Klassen zählte.
Im Jahr 1810 verfügte die Regierung des Königreichs Westphalen die Auflösung des Domkapitels und zog dessen Vermögen ein. Dem Engagement des damaligen Rektors Gottfried Funk ist es zu verdanken, dass Schulräumlichkeiten und Lehrerwohnungen der Domschule erhalten blieben. Zu den Lehrerwohnungen gehörte auch das Gebäude Kreuzgangstraße 5. Nachfolger von Gottfried Funk wurde 1814 Johann Andreas Matthias. Im selben Jahr wurde die Domschule vom preußischen Staat übernommen.

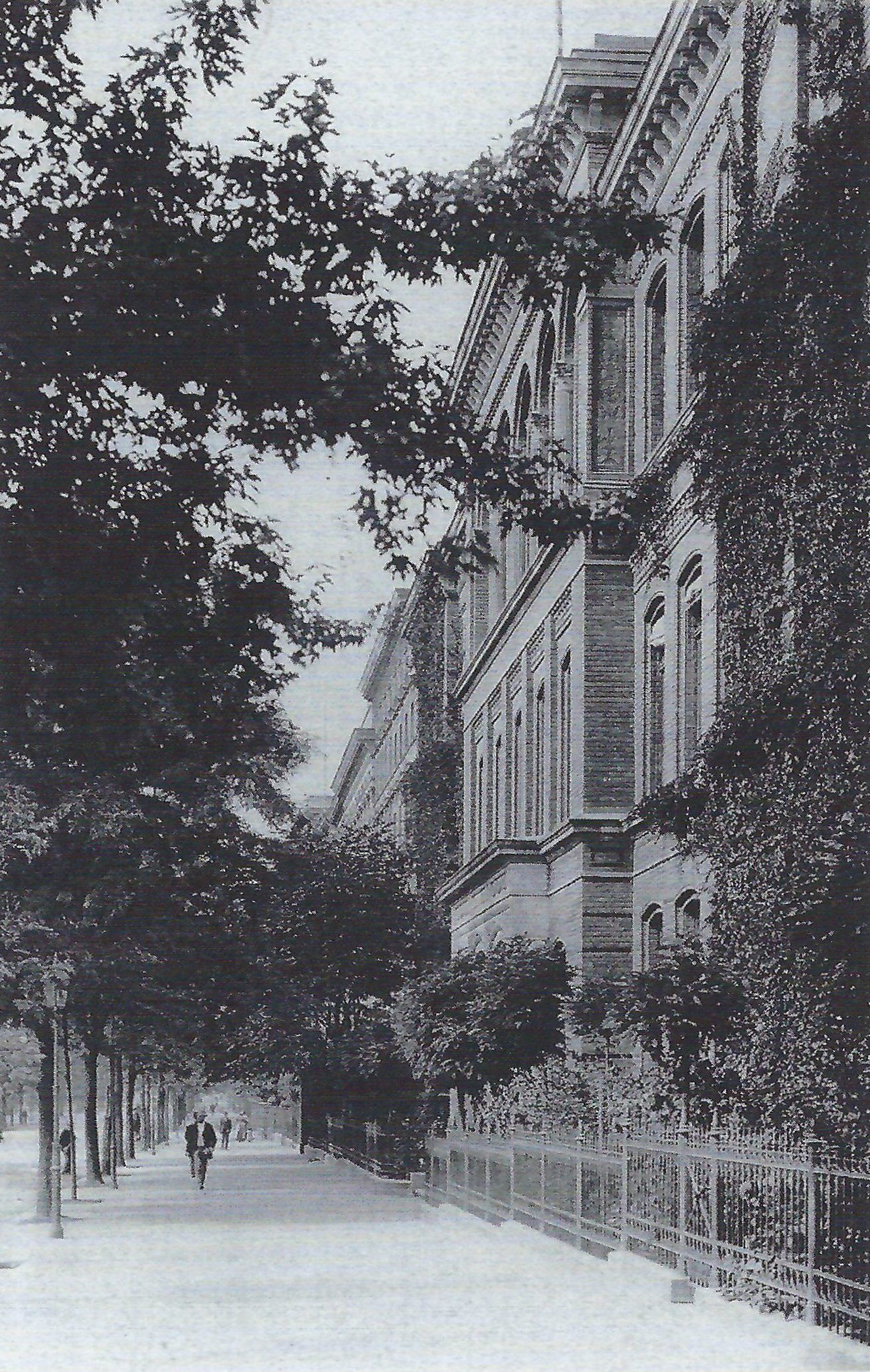
Neues Gebäude Anfang der 1890er Jahre

Ab 1822 wurde die Domschule zunächst umbenannt in Domgymnasium, später in Königliches Domgymnasium zu Magdeburg. 1841 wurde die Schülerschaft erstmals in neun Klassen (Sexta bis Oberprima) eingeteilt und einige Jahre später zusätzlich der Turnunterricht eingeführt. Am 17. Oktober 1881 bezog das Domgymnasium erstmals das neu errichtete Schulgebäude in der damaligen Augustastraße 5 (heute: Hegelstraße).

### Erste Hälfte des 20. Jahrhunderts
1901 wurde dem Domgymnasium ein Reformgymnasium mit Französisch als erster Fremdsprache und später beginnendem Lateinunterricht angegliedert und die Schulfahne eingeweiht. Nach Ende des Ersten Weltkriegs bzw. der Monarchie wurde 1919 der Name erneut geändert in Staatliches Domgymnasium zu Magdeburg.
1928 wurden das Staatliche Domgymnasium Magdeburg und das Pädagogium zum Kloster Unser Lieben Frauen zusammengelegt und hießen fortan Vereinigtes Dom- und Klostergymnasium Magdeburg. Das bis dahin angeschlossene Reformgymnasium wurde im gleichen Zeitraum schrittweise abgebaut.
Die Machtergreifung der Nationalsozialisten brachte 1933 deutliche Einschnitte für das deutsche Schulwesen. Im Gegensatz zu allen anderen höheren Schulen Magdeburgs durfte das Dom- und Klostergymnasium jedoch weiterhin den Titel „Gymnasium“ im offiziellen Namen führen. Auch wenn verallgemeinernde Aussagen über die Gemeinschaft der hohen Anzahl an Schüler und/oder der Lehrerschaft nicht möglich sind und zudem auch kaum (noch) Belege existieren, muss von sowohl Anpassung an das nationalsozialistische Regime als auch Widerstand ausgegangen werden: Den überlieferten Schriftstücken im Landeshauptarchiv Magdeburg ist beispielsweise zu entnehmen, dass 1933 ein Lehrer in der Schule ein Bild von Adolf Hitler abgehängt hatte und dass „die marxistisch-kommunistische Einstellung“ eines weiteren Lehrers im öffentlichen Diskurs stand. Gleichzeitig wurde 1937 dem Domprediger vom Oberstudiendirektor – mit Verweis auf eine Trennung von Kirche und Staat sowie den Status einer nationalsozialistischen Staatsschule – untersagt, eine bis dahin regelmäßig stattfindende schulische Abendmahlsfeier durchzuführen. Der Kriegsausbruch im Jahr 1939 führte schließlich zu einem fast vollständigen Erliegen des Schulunterrichts durch Freiwilligenmeldungen in der Schülerschaft, während die 6. bis 8. Klassen als Luftwaffenhelferklassen fungierten. Im Jahr 1945 wurden die Lehrerbibliothek mit 25.000 Bänden und das Dach der Aula bei Luftangriffen zerstört.
Nach Kriegsende wurden die Schulklassen der Bismarckschule in das Domgymnasium integriert. Es wurden jedoch lediglich die Schulklassen 9 bis 12 fortgesetzt und Russisch als Pflichtfach eingeführt. Die Schule unterlag fortan dem Reglement der Sowjetischen Militäradministration und wurde 1950 auf politischen Druck umbenannt in „Humboldt-Oberschule“.

### Humboldtschule
Die Schule wurde 1949 in Humboldtschule, später in Humboldtschule EOS, umbenannt und ist bis 1972 zweimal umgezogen. Die Schule war eine von neun Schulen der DDR, die altsprachlichen Griechisch-Unterricht anboten (Schulen mit Lateinunterricht gab es wesentlich mehr).
Nach der Friedlichen Revolution in der DDR 1989 erfolgte die Umbenennung in Humboldt-Gymnasium. Seit 1997 war das Humboldt-Gymnasium Europaschule. 2008 wurde das Humboldtgymnasium geschlossen.

### Ökumenisches Domgymnasium
Das Domgymnasium wurde 1991 als Ökumenisches Gymnasium von einer Elterninitiative unter Mitwirkung der Bremer Pädagogin Erika Opelt-Stoevesandt privat neu gegründet und 1993 in Ökumenisches Domgymnasium (ÖDG) umbenannt. Im Jahr 2000 konnte das Domgymnasium in das ursprüngliche Gebäude in der Hegelstraße 5 zurückziehen.
Das Ökumenische Domgymnasium ist Mitglied in der Arbeitsgemeinschaft der christlich orientierten Schulen in freier Trägerschaft im Land Sachsen-Anhalt.
2006 bekam das Ökumenische Domgymnasium von Kultusminister Jan-Hendrik Olbertz den Status einer Europaschule verliehen.
Im Denkmalverzeichnis des Landes Sachsen-Anhalt ist die Schule unter der Erfassungsnummer 094 82704 als Baudenkmal verzeichnet.

## Fremdsprachen
Die Schule verfügt über ein besonders umfangreiches Fremdsprachenangebot: Englisch, Französisch, Spanisch, Russisch und Latein.

## Bekannte Schüler des Domgymnasiums
Geordnet nach Geburtsjahr
- Martin Luther (1483–1546), Theologe und Reformator
- Georg Philipp Telemann (1681–1767), Komponist
- Bernhard Kühns (1682–1729/30), Pädagoge und Theologe
- Ludwig Martin Kahle (1712–1775), Rechtswissenschaftler und Philosoph
- Johann Matthias von Bernuth (1716–1797), Kammerdirektor des Kriegs- und Domänenrats in Kleve
- Jakob von Bernuth (1729–1797), Kriegs- und Domänenrat in Hamm
- Johann Friedrich Gottlieb Goldhagen (1742–1788), Professor für Medizin und Naturgeschichte an der Universität Halle
- Heinrich Philipp Goldhagen (1746–1826), Jurist und Kriminaldirektor
- Johann Georg Christoph Neide (1756–1836), Pädagoge und evangelischer Theologe
- Wilhelm Anton von Klewiz (1760–1838), Politiker
- Johann Karl Simon Morgenstern (1770–1852), Professor für Ästhetik, Eloquenz und Altphilologie
- Joseph Emil Nürnberger (1779–1848), Postbeamter, Mathematiker, Astronom und Schriftsteller
- Friedrich Albert Immanuel Mellin (1796–1859), Architekt
- Carl Friedrich Koch (1802–1871), Geheimer Regierungs- und Medizinalrat in Merseburg
- Karl Scheele (1810–1871), evangelischer Theologe und Lehrer
- Hermann Gruson (1821–1895), Unternehmer
- Friedrich Bötticher (1826–1895), Oberbürgermeister von Magdeburg
- Mehmed Ali Pascha (Karl Detroit, 1827–1878), in Magdeburg geborener türkisch-osmanischer Generalstabschef
- Albert Fischer (1829–1896), Theologe, Hymnologe
- Richard Voigtel (1829–1902), Kölner Dombaumeister
- Rudolf Ernst Wolf (1831–1910), Unternehmer
- Ernst Hundt der Ältere (1832–1906), Pfarrer in der Altmark
- Hugo Holstein (1834–1904), Philologe, 1864–1875 Lehrer
- Werner Fritze (1836–1925), Unternehmer, Kommunalpolitiker
- August Wilhelm Martin Treplin (1840–1917), evangelischer Theologe und Propst der Propstei Rendsburg
- Walther Brecht (1841–1909), Jurist, Direktor der Lübeck-Büchener Eisenbahngesellschaft
- Richard Aßmann (1845–1918), Meteorologe
- Friedrich Funk (1847–1897), Oberbürgermeister von Dessau, Anhaltischer Landtagsabgeordneter
- Richard Werth (1850–1918), Gynäkologe
- Ernst Schwartzkopff (1852–1904), Architekt
- Friedrich Wilhelm Franz Meyer (1856–1934), Mathematiker
- Friedrich Robert Emanuel Baensch (1857–1928), Verleger, Druckereibetreiber und Kommerzienrat
- Johannes Gloël (1857–1891), evangelischer Geistlicher und Erlanger Hochschullehrer
- Johannes Baensch-Drugulin (1858–1945), Druckereibesitzer, Vorsitzender des Deutschen Buchdruckervereins
- Robert Philippson (1858–1942), Klassischer Philologe
- Johannes Schlaf (1862–1941), Dramatiker
- Gustav Breddin (1864–1909), Schulleiter und Entomologe
- Friedrich Schrader (1865–1922), Journalist, Islamwissenschaftler
- Paul F. Linke (1876–1955), Philosoph
- Gyula Grosz (1878–1959), Arzt
- Erich Kreutz (1884–1943), Verwaltungsjurist, Oberbürgermeister von Cottbus und Brandenburg (Havel)
- Georg Bessell (1891–1976), Gymnasiallehrer und Historiker in Bremerhaven und Bremen
- Heinrich Germer (1900–1952), Kommunalpolitiker
- Otto Riemer (1902–1977), Musikhistoriker, -schriftsteller und -kritiker
- Günter Bust (1930–2005), Musikpädagoge und Komponist
- Dieter P. Meier-Lenz (1930–2015), Autor, Lyriker und Herausgeber
- Eberhard Jüngel (1934–2021), Theologe

## Bekannte Lehrer des Domgymnasiums
- Ernst Nöldechen († 1894), Professor
- Gustav Rebling (1821–1902), Gesangslehrer
- Johannes Wilhelm Boysen (1834–1870), Dichter, Lehrer von 1863 bis 1866
- Hugo Holstein (1834–1904), Philologe (s. o.)
- Gustav Holzmüller (1844–1914), Mathematiker
- Daniel Decourdemanche (1910–1942), Austauschlehrer 1930, französischer Schriftsteller

## Bekannte Rektoren des Domgymnasiums
- Johann Georg Lohmeyer († 1680), Rektor von 1675–1680
- Christian Müller (1666–1746), Rektor von 1694–1740
- Johann Gottlieb Immermann (1707–1777), Rektor von 1740–1753
- Johann Eustachius Goldhagen (1701–1772), Rektor 1753–1772
- Gottfried Benedict Funk (1734–1814), Rektor 1772–1814
- Johann Andreas Matthias (1761–1837), Rektor 1814–1837
- Karl Funk (1781–1857), Direktor 1838–1848
- Friedrich Wiggert (1791–1871), Direktor 1849–1860
- Johannes Horkel (1820–1861), Direktor 1860–1862
- George Wichert (1811–1876), Direktor 1862–1876
- Friedrich Holzweissig (1846–1922), Direktor 1895–1907
- Karl Weidel (1875–1943), Oberstudiendirektor 1932–1937

## Bekannte Schüler des Pädagogiums zum Kloster Unser Lieben Frauen
- Gotthilf Sebastian Rötger (1749–1831), Pädagoge
- Heinrich Zschokke (1771–1848), Schriftsteller und Politiker
- Carl Leberecht Immermann (1796–1840), Schriftsteller
- Matthias Schumann (1851–1896), Statistiker
- Ludwig Hermann Otto Finzenhagen (1860–1931), Organist und Komponist
- Heinrich Loewe (1869–1951), Journalist, zionistischer Politiker
- Paul Jaeger (1869–1963), evangelischer Theologe (Mitglied der Deutschen Christen), Schriftsteller
- Georg Kaiser (1878–1945), Dramatiker

## Bekannte Lehrer des Pädagogiums zum Kloster Unser Lieben Frauen
- Johann Jakob Rambach (1737–1818), Rektor 1760–1765
- Friedrich Ernst Vorberg (1733–1808), Rektor in den Jahren 1765 bis 1766/67
- Gotthilf Sebastian Rötger (1749–1831), lehrte hier ab 1771, war von 1780 bis 1830 Propst
- Friedrich August Göring (1771–1840), lehrte hier 1796–1815, Rektor unter Rötger ab 1800, ab 1815 Direktor des Katharineums zu Lübeck
- Johann Friedrich Jacob (1792–1854), Pädagoge, Altphilologe und später Direktor des Katharineums zu Lübeck; lehrte vor 1815 am Pädagogium
- Albert Karl Ernst Bormann (1819–1882), Pädagoge, Altphilologe, Rektor von 1873 bis 1881
- Christian Georg Kohlrausch (1851–1934), deutscher Turnpädagoge, Wiederentdeckung des Diskuswurfs
- Karl Weidel (1875–1943), lehrte zunächst von 1914 bis 1918 am Pädagogium; war dann als Mitglied der dem Nationalsozialismus nahestehenden Deutschen Christen 1932–1937 Direktor der vereinigten Schulen